# سعد أباد (نائين)
سعد أباد هي قرية في مقاطعة نائين، إيران. عدد سكان هذه القرية هو 6 في سنة 2006.